# Yeat

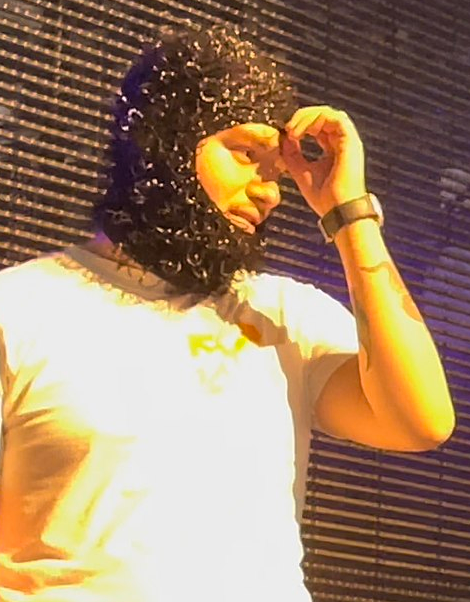
Yeat (2022)

Noah Olivier Smith (* 26. Februar 2000 in Irvine, Kalifornien), besser bekannt unter seinem Künstlernamen Yeat, ist ein US-amerikanischer Rapper. Er wurde 2021 mit dem Mixtape 4L und seinem Debütalbum Up 2 Më sowie durch virale Verbreitung seiner Musik via TikTok bekannt. Sein fünftes und neuestes Studioalbum LYFESTYLE erschien 2024 bei Field Trip Recordings.

## Leben

### Kindheit und Jugend
Noah Olivier Smith kam 2000 als Sohn einer rumänischen Mutter und eines mexikanisch-britisch-amerikanischen Vaters in Irwine, Kalifornien, zur Welt. Seine Großmutter väterlicherseits stammt aus Tijuana, sein Großvater ist US-Amerikaner britischer Herkunft. Er hat zwei ältere Brüder, Luca und Ethan. Seine frühe Kindheit verbrachte er in Fullerton, ehe die Familie nach Portland, Oregon, übersiedelte. Nachdem er die Highschool in Lake Oswego abgeschlossen hatte, zog er im Hinblick auf eine musikalische Laufbahn zunächst nach New York City und ließ sich schließlich in Los Angeles nieder.

### Anfänge als Rapper
Smith begann seine Karriere 2015 während der Highschool unter dem Künstlernamen Lil Yeat, indem er erstes Material im Internet veröffentlichte. Ende Juni 2018 brachte er auf dem YouTube-Kanal ELEVATOR den Trap-Titel Br!nk unter dem fortan genutzten Pseudonym Yeat heraus. Der Kunstbegriff fiel dem Rapper in berauschtem Zustand ein, als er nach einem Wort suchte, das ähnlich wie people (Leute) klingt. Stereogum-Autor Tom Breihan fasst den Künstlernamen als Kombination des lautmalerischen yeet mit dem Wort heat (Hitze) auf. Bereits als Teenager nahm Yeat LSD und bezog daraus musikalische Inspiration, stellte den Konsum aber schließlich ein. Am 20. September 2018 veröffentlichte er online seine erste EP Deep Blue Strips, fünf Monate später erschien auf dem YouTube-Kanal ELEVATOR sein erstes Musikvideo Stay Up.

### Viraler Erfolg und erste Alben
In den folgenden Jahren gehörte Yeat dem Online-Rap-Kollektiv Slayworld an, stand dabei laut Einschätzung von Pitchfork aber im Schatten seiner Kollegen, weil er „immer ein bisschen merkwürdiger“ war. Dank TikTok ging seine Musik 2021 erstmals viral und verbreitete sich auch auf anderen Plattformen. Im Juni jenes Jahres veröffentlichte er sein viertes Mixtape 4L mit den darauf enthaltenen Songs Sorry Bout That und Money Twërk. Nur zwei Monate später erschienen die EP Trendi mit den Hits Mad Bout That und Fukit sowie der besonders erfolgreiche Titel Gët Busy. Vor allem die von Kirchenglocken gefolgte Zeile „this song already was turnt but here’s a bell“ wurde medial häufig zitiert und von bekannten Rappern wie Drake und Lil Yachty referenziert.
Am 10. September 2021 brachte Yeat als Produkt eines Ein-Album-Vertrags mit Interscope Records und Foundation Media sein Debütalbum Up 2 Më heraus. Das Studioalbum erhielt überwiegend positive Kritiken und stieg Anfang des Jahres 2022 auf Platz 183 in die Billboard 200 ein. Nach Erfüllung seines Interscope-Deals unterschrieb er einen Vertrag mit dem Independent-Label Field Trip Recordings und Listen to the Kids, einem Joint Venture zwischen Geffen und Interscope Records. Der Track U Could Tell war Ende Januar 2022 in einer Episode der Fernsehserie Euphoria zu hören. Wenige Tage später veröffentlichte Yeat die Single Still Countin mit einem Video von Cole Bennett. Sein kurz darauf erschienenes zweites Studioalbum 2 Alivë mit Gastbeiträgen von Gunna, Lil Uzi Vert und Young Thug erreichte Platz sechs der Billboard-Charts und verkaufte sich in der ersten Woche 36.000 Mal. Einer Deluxe-Edition des Albums mit dem Namen 2 Alivë (Geëk Pack) ließ er Ende April eine Kollaborationssingle mit Internet Money, No Handoutz, folgen.
Ende Juni 2022 veröffentlichte Yeat in Zusammenarbeit mit Lyrical Lemonade die Single Rich Minion für einen Trailer zum Spielfilm Minions – Auf der Suche nach dem Mini-Boss. Nach dem Kinostart erregte der Titel Aufmerksamkeit in Zusammenhang mit dem Meme #Gentleminions, bei dem vorwiegend junge Männer in Anzügen Vorstellungen des Films besuchten und sich dabei teilweise auffällig benahmen.

### Lyfë and AftërLyfe
Als Vorbote seiner EP Lyfë erschien Anfang September 2022 die Single Talk. Die EP selbst stieg eine Woche später auf Platz zehn in die US-Albumcharts ein. Im folgenden Monat leistete Yeat einen Gastbeitrag zu YoungBoy Never Broke Agains I Don’t Text Back, das auf dessen Mixtape Ma’ I Got Family veröffentlicht wurde.
Zwei Tage vor seinem 23. Geburtstag brachte Yeat sein drittes Studioalbum AftërLyfe heraus. Das Album enthält Features seiner Alter Egos Kranky Kranky, Luh Geeky und Talking Ben App sowie von YoungBoy Never Broke Again. Es setzte bis Anfang März fast 55.000 Album-Äquivalente um, stieß bis auf Platz vier der Billboard 200 vor und belegte als erstes seiner Werke Platz eins in den Rap-Albumcharts.

### 2093
Am 16. Februar 2024 veröffentlichte Yeat sein viertes Studioalbum 2093.

### Lyfestyle
Nach unzahlreichen Snippets von Songs die Yeat über ein halbes Jahr lang in Livestreams und Instagram Posts geteased hat, wurde dann am 9. Oktober 2024, ungefähr eine Woche vor Release der offizielle Trailer zum Album Lyfestyle veröffentlicht. Danach folgten Boxen mit Merch und exklusive Bundles mit CDs, die man sich vorbestellen konnte. Zwei Tage vor Release wurde dann die Tracklist veröffentlicht. Dann am Freitag dem 18. Oktober wurde das komplette Album mit 22 Songs auf allen Streaming-Plattformen veröffentlicht. Auf den CDS (Dune Edition, Horse Edition und Drone Edition) sind auch nochmal auf jeweils einer CD 2 extra Songs drauf. Eine digitale Edition von dem Album gibt es auch (enthält Bonus Song "PROJECT LYFESTYLE").

## Stil
Yeat modifizierte seine Stimme am Beginn seiner musikalischen Laufbahn mit Auto-Tune. 2021 nahm er einen aggressiveren, mehr Synth-basierten Stil an. Er begann, sogenannte „Rage-Beats“ zu nutzen, wie sie auf SoundCloud, inspiriert durch lebhafte stimmliche Darbietungen und EDM-Beats wie von Playboi Carti auf dessen Album Whole Lotta Red, populär wurden. Stimmlich wird Yeat mit Rappern wie Future, Playboi Carti und Young Thug verglichen. Als bedeutendes Vorbild nennt er außerdem T-Pain, den er als „GOAT (greatest of all time, Anm.) of Auto-Tune“ bezeichnet. Sein charakteristisches Gesangs-Preset beruht auf einer Gesangskette seines häufigen Kooperateurs Weiland.
Yeat ist bekannt dafür, in seinen Liedern einen eigenen Jargon mit Ad-libs wie „twizzy“, „krank“ und „luh geeky“ sowie wiederkehrenden Erwähnungen des Spielwarenherstellers Tonka, anzuwenden. Eine Inspiration dafür war sein Vater, der während Yeats Kindheit selbst eigene Worte erfand.
Gewisse Aspekte seiner Musik, insbesondere die wiederholte Verwendung von Glocken(effekten), bringen ihn in Verbindung mit verschiedenen Internet-Memes.

## Diskografie

### Studioalben
| Jahr | Titel Musiklabel                            | Höchstplatzierung, Gesamtwochen, AuszeichnungChartplatzierungen (Jahr, Titel, Musiklabel, Platzierungen, Wochen, Auszeichnungen, Anmerkungen) | Höchstplatzierung, Gesamtwochen, AuszeichnungChartplatzierungen (Jahr, Titel, Musiklabel, Platzierungen, Wochen, Auszeichnungen, Anmerkungen) | Höchstplatzierung, Gesamtwochen, AuszeichnungChartplatzierungen (Jahr, Titel, Musiklabel, Platzierungen, Wochen, Auszeichnungen, Anmerkungen) | Höchstplatzierung, Gesamtwochen, AuszeichnungChartplatzierungen (Jahr, Titel, Musiklabel, Platzierungen, Wochen, Auszeichnungen, Anmerkungen) | Höchstplatzierung, Gesamtwochen, AuszeichnungChartplatzierungen (Jahr, Titel, Musiklabel, Platzierungen, Wochen, Auszeichnungen, Anmerkungen) | Anmerkungen                                                |
| Jahr | Titel Musiklabel                            | DE | AT | CH | UK | US | Anmerkungen                                                |
| ---- | ------------------------------------------- | --- | --- | --- | --- | --- | ---------------------------------------------------------- |
| 2021 | Up 2 Më TwizzyRich                          | — | — | — | — | US58 (26 Wo.)US | Erstveröffentlichung: 10. September 2021                   |
| 2022 | 2 Alivë Field Trip / Geffen Records (UMG)   | — | — | — | — | US6 Gold · (20 Wo.)US | Erstveröffentlichung: 18. Februar 2022 Verkäufe: + 510.000 |
| 2023 | AftërLyfe Field Trip / Geffen Records (UMG) | DE49 (1 Wo.)DE | AT11 (1 Wo.)AT | CH9 (1 Wo.)CH | UK20 (1 Wo.)UK | US4 (8 Wo.)US | Erstveröffentlichung: 24. Februar 2023 Verkäufe: + 10.000  |
| 2024 | 2093 Field Trip / Capitol Records (UMG)     | DE23 (2 Wo.)DE | AT4 (2 Wo.)AT | CH5 (2 Wo.)CH | UK24 (2 Wo.)UK | US2 (14 Wo.)US | Erstveröffentlichung: 16. Februar 2024 Verkäufe: + 10.000  |
| 2024 | Lyfestyle Lyfestyle / Capitol Records (UMG) | DE59 (1 Wo.)DE | AT21 (1 Wo.)AT | CH8 (2 Wo.)CH | UK52 (1 Wo.)UK | US1 (3 Wo.)US | Erstveröffentlichung: 18. Oktober 2024                     |

### Mixtapes
- 2019: Wake Up Call
- 2020: I’m So Me
- 2021: Alivë
- 2021: 4L

### EPs
| Jahr | Titel Musiklabel                                   | Höchstplatzierung, Gesamtwochen, AuszeichnungChartplatzierungen (Jahr, Titel, Musiklabel, Platzierungen, Wochen, Auszeichnungen, Anmerkungen) | Höchstplatzierung, Gesamtwochen, AuszeichnungChartplatzierungen (Jahr, Titel, Musiklabel, Platzierungen, Wochen, Auszeichnungen, Anmerkungen) | Höchstplatzierung, Gesamtwochen, AuszeichnungChartplatzierungen (Jahr, Titel, Musiklabel, Platzierungen, Wochen, Auszeichnungen, Anmerkungen) | Höchstplatzierung, Gesamtwochen, AuszeichnungChartplatzierungen (Jahr, Titel, Musiklabel, Platzierungen, Wochen, Auszeichnungen, Anmerkungen) | Höchstplatzierung, Gesamtwochen, AuszeichnungChartplatzierungen (Jahr, Titel, Musiklabel, Platzierungen, Wochen, Auszeichnungen, Anmerkungen) | Anmerkungen                                                 |
| Jahr | Titel Musiklabel                                   | DE | AT | CH | UK | US | Anmerkungen                                                 |
| ---- | -------------------------------------------------- | --- | --- | --- | --- | --- | ----------------------------------------------------------- |
| 2022 | Lyfë Field Trip / Geffen Records (UMG)             | — | AT57 (1 Wo.)AT | — | — | US10 Gold · (9 Wo.)US | Erstveröffentlichung: 9. September 2022 Verkäufe: + 550.000 |
| 2025 | Dangerous Summer Field Trip / Geffen Records (UMG) | DE68 (… Wo.)DE | AT28 (… Wo.)AT | CH15 (… Wo.)CH | — | US9 (… Wo.)US | Erstveröffentlichung: 1. August 2025                        |

Weitere EPs
- 2018: Deep Blue Strips
- 2019: Different Creature
- 2020: We Us
- 2020: Hold On
- 2021: Trendi
- 2022: Lyfe

### Singles
| Jahr | Titel Album            | Höchstplatzierung, Gesamtwochen, AuszeichnungChartplatzierungen (Jahr, Titel, Album, Platzierungen, Wochen, Auszeichnungen, Anmerkungen) | Höchstplatzierung, Gesamtwochen, AuszeichnungChartplatzierungen (Jahr, Titel, Album, Platzierungen, Wochen, Auszeichnungen, Anmerkungen) | Höchstplatzierung, Gesamtwochen, AuszeichnungChartplatzierungen (Jahr, Titel, Album, Platzierungen, Wochen, Auszeichnungen, Anmerkungen) | Höchstplatzierung, Gesamtwochen, AuszeichnungChartplatzierungen (Jahr, Titel, Album, Platzierungen, Wochen, Auszeichnungen, Anmerkungen) | Höchstplatzierung, Gesamtwochen, AuszeichnungChartplatzierungen (Jahr, Titel, Album, Platzierungen, Wochen, Auszeichnungen, Anmerkungen) | Anmerkungen                                                                 |
| Jahr | Titel Album            | DE | AT | CH | UK | US | Anmerkungen                                                                 |
| --- | ---------------------- | --- | --- | --- | --- | --- | --------------------------------------------------------------------------- |
| 2022 | Rich Minion –          | — | — | — | — | US99 (1 Wo.)US | Erstveröffentlichung: 28. Juni 2022                                         |
| 2022 | Talk Lyfë              | — | — | — | — | US42 Platin · (5 Wo.)US | Erstveröffentlichung: 2. September 2022 Verkäufe: + 1.105.000               |
| Folgende Lieder erschienen nicht als Single, wurden aber durch das Album zum Download und Streaming bereitgestellt und konnten somit eine Platzierung erlangen: |                        | | | | | |                                                                             |
| |                        | | | | | |                                                                             |
| 2022 | Poppin 2 Alivë         | — | — | — | — | US91 Platin · (1 Wo.)US | Charteinstieg: 5. März 2022 Verkäufe: + 1.000.000                           |
| 2022 | Monëy So Big Up 2 Më   | — | — | — | UK— SilberUK | US95 Platin · (4 Wo.)US | Charteinstieg: 2. April 2022 Verkäufe: + 1.220.000                          |
| 2022 | Flawless Lyfë          | — | — | — | — | US77 Platin · (1 Wo.)US | Charteinstieg: 24. September 2022 Verkäufe: + 1.050.000; feat. Lil Uzi Vert |
| 2023 | No More Talk AftërLyfe | — | — | — | — | US77 (1 Wo.)US | Charteinstieg: 11. März 2023                                                |
| 2023 | Shmunk AftërLyfe       | — | — | — | — | US83 (1 Wo.)US | Charteinstieg: 11. März 2023 feat. YoungBoy Never Broke Again               |
| 2023 | Split AftërLyfe        | — | — | — | — | US79 (1 Wo.)US | Charteinstieg: 11. März 2023                                                |
| 2024 | Breathe 2093           | DE— aDE | — | — | UK81 (3 Wo.)UK | US42 Gold · (6 Wo.)US | Charteinstieg: 7. März 2024 Verkäufe: + 50.000                              |
| 2024 | Psycho CEO 2093        | — | — | — | — | US89 (1 Wo.)US | Charteinstieg: 9. März 2024                                                 |
| 2024 | If We Being Real 2093  | — | — | CH85 (2 Wo.)CH | UK63 (4 Wo.)UK | US— GoldUS | Charteinstieg: 2. Mai 2024 Verkäufe: + 50.000                               |

Weitere Singles
- 2018: Loot (feat. Jban$2Turnt)
- 2018: Rockin It
- 2019: Big Geek Week
- 2019: Number 1
- 2019: Money Move (feat. Nessly)
- 2019: Not the Same
- 2019: G550 (mit Splashwoe)
- 2020: Flashey
- 2021: Gët Busy (US: Gold)
- 2022: Still Countin
- 2023: Already Rich (US: Gold)
- 2023: My Wrist (feat. Young Thug, US: Gold)
- 2023: Bigger Thën Everything
- 2024: Go Again (feat. Superheaven)
- 2025: Work (feat Yeat)

### Gastbeiträge
| Jahr | Titel Album            | Höchstplatzierung, Gesamtwochen, AuszeichnungChartplatzierungen (Jahr, Titel, Album, Platzierungen, Wochen, Auszeichnungen, Anmerkungen) | Höchstplatzierung, Gesamtwochen, AuszeichnungChartplatzierungen (Jahr, Titel, Album, Platzierungen, Wochen, Auszeichnungen, Anmerkungen) | Höchstplatzierung, Gesamtwochen, AuszeichnungChartplatzierungen (Jahr, Titel, Album, Platzierungen, Wochen, Auszeichnungen, Anmerkungen) | Höchstplatzierung, Gesamtwochen, AuszeichnungChartplatzierungen (Jahr, Titel, Album, Platzierungen, Wochen, Auszeichnungen, Anmerkungen) | Höchstplatzierung, Gesamtwochen, AuszeichnungChartplatzierungen (Jahr, Titel, Album, Platzierungen, Wochen, Auszeichnungen, Anmerkungen) | Anmerkungen                                      |
| Jahr | Titel Album            | DE | AT | CH | UK | US | Anmerkungen                                      |
| --- | ---------------------- | --- | --- | --- | --- | --- | ------------------------------------------------ |
| Folgende Lieder erschienen nicht als Single, wurden aber durch das Album zum Download und Streaming bereitgestellt und konnten somit eine Platzierung erlangen: |                        | | | | | |                                                  |
| |                        | | | | | |                                                  |
| 2023 | IDGAF For All the Dogs | DE62 (2 Wo.)DE | AT16 (4 Wo.)AT | CH6 (7 Wo.)CH | UK5 Silber · (9 Wo.)UK | US2 (20 Wo.)US | Charteinstieg: 15. Oktober 2023 Drake feat. Yeat |

Weitere Gastbeiträge
- 2020: Probably! (Autumn! feat. Yeat)
- 2021: Not da Same (Kankan feat. Yeat)
- 2021: Fuk da Clout (Kankan feat. Yeat)
- 2022: Yeet (Yung Kayo feat. Yeat)
- 2022: Lock It Up (Whethan feat. Yeat, midwxst & Matt Ox)
- 2022: I Don’t Text Back (YoungBoy Never Broke Again feat. Yeat)
- 2022: 5 2 üh 60 (septermbersrich feat. Yeat)

## Auszeichnungen für Musikverkäufe
| Silberne Schallplatte - Vereinigtes Königreich - 2025: für das Lied Out thë way Goldene Schallplatte - Australien - 2024: für das Lied IDGAF - Brasilien - 2024: für das Lied Monëy So Big - 2024: für das Lied Out thë way - Griechenland - 2023: für das Lied IDGAF - Kanada - 2023: für das Album Lyfë - Polen - 2023: für die Single Talk - 2024: für das Lied Out thë way - 2024: für das Album Lyfë - 2024: für das Lied Nun id change - 2024: für das Album 2 Alivë - 2024: für das Album AftërLyfe - 2024: für die Single Already Rich - 2024: für das Lied If We Being Real - 2024: für das Album 2093 - 2024: für das Lied On tha linë - Portugal - 2024: für das Lied IDGAF - Vereinigte Staaten - 2023: für das Lied On tha linë - 2023: für das Lied Rackz got më - 2023: für das Lied Sorry Bout That - 2023: für das Lied Turban | Platin-Schallplatte - Brasilien - 2025: für das Lied IDGAF - 2025: für das Lied If We Being Real - Kanada - 2023: für das Lied Out thë Way - 2023: für die Single Talk - Polen - 2024: für das Lied IDGAF - 2024: für das Lied Flawless - Vereinigte Staaten - 2024: für das Lied Out thë Way 2× Platin-Schallplatte - Kanada - 2024: für das Lied IDGAF |

Anmerkung: Auszeichnungen in Ländern aus den Charttabellen bzw. Chartboxen sind in ebendiesen zu finden.
| Land/RegionAuszeichnungen für Musikverkäufe (Land/Region, Auszeichnungen, Verkäufe, Quellen) | Silber     | Gold       | Platin       | Verkäufe   | Quellen             |
| -------------------------------------------------------------------------------------------- | ---------- | ---------- | ------------ | ---------- | ------------------- |
| Australien (ARIA)                                                                            | —          | Gold1      | —            | 35.000     | aria.com.au         |
| Brasilien (PMB)                                                                              | —          | 2× Gold2   | 2× Platin2   | 120.000    | pro-musicabr.org.br |
| Griechenland (IFPI)                                                                          | —          | Gold1      | —            | 10.000     | Einzelnachweise     |
| Kanada (MC)                                                                                  | —          | Gold1      | 4× Platin4   | 360.000    | musiccanada.com     |
| Polen (ZPAV)                                                                                 | —          | 10× Gold10 | 2× Platin2   | 290.000    | olis.pl             |
| Portugal (AFP)                                                                               | —          | Gold1      | —            | 5.000      | Einzelnachweise     |
| Vereinigte Staaten (RIAA)                                                                    | —          | 11× Gold11 | 5× Platin5   | 10.500.000 | riaa.com            |
| Vereinigtes Königreich (BPI)                                                                 | 3× Silber3 | —          | —            | 600.000    | bpi.co.uk           |
| Insgesamt                                                                                    | 3× Silber3 | 27× Gold27 | 13× Platin13 |            |                     |